# Samenstelling Belgische Senaat 1978-1981
De lijst van leden van de Belgische Senaat van 1978 tot 1981. De Senaat telde toen 182  zetels. Bij de verkiezingen van 17 december 1978 werden 106 senatoren rechtstreeks verkozen. Het federale kiesstelsel was toen gebaseerd op algemeen enkelvoudig stemrecht voor alle Belgen van 21 jaar en ouder, volgens een systeem van evenredige vertegenwoordiging op basis van de Methode-D'Hondt, gecombineerd met een districtenstelsel. Er waren daarnaast ook 50 provinciale senatoren, aangeduid door de provincieraden en 25 gecoöpteerde senatoren. Tevens was er een senator van rechtswege.
De legislatuur liep van 11 januari 1979 tot 2 oktober 1981. Tijdens deze legislatuur waren achtereenvolgens de regering-Martens I (april 1979 - januari 1980), de regering-Martens II (januari - mei 1980), de regering-Martens III (mei - oktober 1980), de regering-Martens IV (oktober 1980 - april 1981) en de regering-M. Eyskens (april - december 1981) in functie. De regering-Martens I steunde op een meerderheid van christendemocraten (CVP en PSC), socialisten (PS en BSP/SP) en FDF, de regering-Martens II op een meerderheid van christendemocraten en socialisten, de regering-Martens III op een meerderheid van christendemocraten, socialisten en liberalen (PVV en PRLW-PL/PRL) en de regeringen-Martens IV en -M. Eyskens op een meerderheid van christendemocraten en socialisten. De oppositie bestond dus uit PVV (behalve in de periode mei - oktober 1980), PRLW-PL/PRL (behalve in de periode mei - oktober 1980), Volksunie, FDF (vanaf januari 1980), RW en KPB-PCB.

## Samenstelling
| Fractie | Fractie   | Rechtstr. | Prov. | Gec. | Totaal |
| ------- | --------- | --------- | ----- | ---- | ------ |
|         | CVP       | 29        | 15    | 7    | 51     |
|         | PS        | 18        | 9     | 5    | 32     |
|         | PSC       | 12        | 7     | 3    | 22     |
|         | BSP       | 13        | 5     | 3    | 21     |
|         | PVV       | 11        | 5     | 2    | 18     |
|         | FDF-RW    | 6+3       | 2+2   | 1+1  | 15     |
|         | Volksunie | 7         | 2     | 2    | 11     |
|         | PRLW-PL   | 5+1       | 2+0   | 1+0  | 9      |
|         | KPB-PCB   | 1         | 1     | 0    | 2      |

## Lijst van de senatoren
| Senator                           | Partij    | Aanduiding                   | Kieskring                                   | Provincie       | Taalgroep  | Opmerkingen |
| --------------------------------- | --------- | ---------------------------- | ------------------------------------------- | --------------- | ---------- | --- |
| Rika De Backer                    | CVP       | Rechtstreeks gekozen senator | Antwerpen                                   | -               | Nederlands | |
| Paul Akkermans                    | CVP       | Rechtstreeks gekozen senator | Antwerpen                                   | -               | Nederlands | |
| Frans Vanderborght                | CVP       | Rechtstreeks gekozen senator | Antwerpen                                   | -               | Nederlands | |
| Robert Gijs                       | CVP       | Rechtstreeks gekozen senator | Antwerpen                                   | -               | Nederlands | Voorzitter van de commissie Nationale Opvoeding tot 14 januari 1981 en vanaf 13 maart 1980 voorzitter van de CVP-fractie. |
| Jos Vangeel                       | CVP       | Rechtstreeks gekozen senator | Antwerpen                                   | -               | Nederlands | |
| Ferdinand Boey                    | PVV       | Rechtstreeks gekozen senator | Antwerpen                                   | -               | Nederlands | Ondervoorzitter. |
| Willy Calewaert                   | BSP       | Rechtstreeks gekozen senator | Antwerpen                                   | -               | Nederlands | |
| Jos Wijninckx                     | BSP       | Rechtstreeks gekozen senator | Antwerpen                                   | -               | Nederlands | Voorzitter van de commissie Economische Zaken tot 14 januari 1981 en vanaf 8 oktober 1979 voorzitter van de BSP/SP-fractie. |
| John Van den Eynden               | BSP       | Rechtstreeks gekozen senator | Antwerpen                                   | -               | Nederlands | |
| Hector De Bruyne                  | Volksunie | Rechtstreeks gekozen senator | Antwerpen                                   | -               | Nederlands | |
| Constant De Clercq                | CVP       | Rechtstreeks gekozen senator | Mechelen-Turnhout                           | -               | Nederlands | Quaestor. |
| Joris Verhaegen                   | CVP       | Rechtstreeks gekozen senator | Mechelen-Turnhout                           | -               | Nederlands | |
| Jos De Seranno                    | CVP       | Rechtstreeks gekozen senator | Mechelen-Turnhout                           | -               | Nederlands | Secretaris. |
| Alfons Verbist                    | CVP       | Rechtstreeks gekozen senator | Mechelen-Turnhout                           | -               | Nederlands | |
| Herman Vanderpoorten              | PVV       | Rechtstreeks gekozen senator | Mechelen-Turnhout                           | -               | Nederlands | Voorzitter van de PVV-fractie tot 18 mei 1980, een functie die hij opnieuw uitoefende vanaf 20 november 1980. |
| Jos Houben                        | BSP       | Rechtstreeks gekozen senator | Mechelen-Turnhout                           | -               | Nederlands | |
| Wim Jorissen                      | Volksunie | Rechtstreeks gekozen senator | Mechelen-Turnhout                           | -               | Nederlands | Secretaris. |
| Guy Cudell                        | PS        | Rechtstreeks gekozen senator | Brussel                                     | -               | Frans      | Vanaf 14 januari 1981 voorzitter van de commissie Buitenlandse Betrekkingen en Landsverdediging. |
| Lucien Radoux                     | PS        | Rechtstreeks gekozen senator | Brussel                                     | -               | Frans      | |
| Cécile Goor-Eyben                 | PSC       | Rechtstreeks gekozen senator | Brussel                                     | -               | Frans      | Ondervoorzitter tot 23 januari 1980. |
| Edouard Poullet                   | PSC       | Rechtstreeks gekozen senator | Brussel                                     | -               | Frans      | |
| Jos Chabert                       | CVP       | Rechtstreeks gekozen senator | Brussel                                     | -               | Nederlands | |
| Leo Lindemans                     | CVP       | Rechtstreeks gekozen senator | Brussel                                     | -               | Nederlands | |
| Mia Panneels-Van Baelen           | CVP       | Rechtstreeks gekozen senator | Brussel                                     | -               | Nederlands | |
| Jan Bascour                       | PVV       | Rechtstreeks gekozen senator | Brussel                                     | -               | Nederlands | |
| Edgard Coppens                    | BSP       | Rechtstreeks gekozen senator | Brussel                                     | -               | Nederlands | |
| Bob Maes                          | Volksunie | Rechtstreeks gekozen senator | Brussel                                     | -               | Nederlands | Tot 14 januari 1981 voorzitter van de commissie Verkeerswezen en PTT. |
| Albert Demuyter                   | PL        | Rechtstreeks gekozen senator | Brussel                                     | -               | Frans      | |
| André Lagasse                     | FDF       | Rechtstreeks gekozen senator | Brussel                                     | -               | Frans      | |
| Jacques Lepaffe                   | FDF       | Rechtstreeks gekozen senator | Brussel                                     | -               | Frans      | |
| Roland Gillet                     | FDF       | Rechtstreeks gekozen senator | Brussel                                     | -               | Frans      | Secretaris. |
| Lucienne Mathieu-Mohin            | FDF       | Rechtstreeks gekozen senator | Brussel                                     | -               | Frans      | |
| Georges Désir                     | FDF       | Rechtstreeks gekozen senator | Brussel                                     | -               | Frans      | |
| Albert Delpérée                   | FDF       | Rechtstreeks gekozen senator | Brussel                                     | -               | Frans      | |
| André Lagae                       | CVP       | Rechtstreeks gekozen senator | Leuven                                      | -               | Nederlands | Tot 14 januari 1981 voorzitter van de commissie Landbouw en vanaf 14 januari 1981 voorzitter van de commissie Financiën. |
| Edward Leemans                    | CVP       | Rechtstreeks gekozen senator | Leuven                                      | -               | Nederlands | Voorzitter van de CVP-fractie tot 5 maart 1980 en vanaf 5 maart 1980 parlementsvoorzitter, voorzitter van de commissie Buitenlandse Zaken en voorzitter van de commissie Herziening van de Grondwet en Hervorming der Instellingen.                                                  |
| Jos Daems                         | PVV       | Rechtstreeks gekozen senator | Leuven                                      | -               | Nederlands | Tot 14 januari 1981 voorzitter van de commissie Buitenlandse Handel. |
| August Bogaerts                   | BSP       | Rechtstreeks gekozen senator | Leuven                                      | -               | Nederlands | Secretaris. |
| René Basecq                       | PS        | Rechtstreeks gekozen senator | Nijvel                                      | -               | Frans      | Ondervoorzitter vanaf 24 oktober 1980. |
| Aline Bernaerts-Viroux            | PVV       | Rechtstreeks gekozen senator | Nijvel                                      | -               | Frans      | De Nederlandstalige Bernaerts-Viroux is door apparentering verkozen in de Franstalige kieskring Nijvel. Hierdoor behoort ze tot de Franse taalgroep. |
| Jean-Émile Humblet                | RW        | Rechtstreeks gekozen senator | Nijvel                                      | -               | Frans      | |
| Max Bury                          | PS        | Rechtstreeks gekozen senator | Bergen-Zinnik                               | -               | Frans      | Secretaris. |
| Fernand Delmotte                  | PS        | Rechtstreeks gekozen senator | Bergen-Zinnik                               | -               | Frans      | Voorzitter van de PS-fractie. |
| Edgard Hismans                    | PS        | Rechtstreeks gekozen senator | Bergen-Zinnik                               | -               | Frans      | |
| Pierre Mainil                     | PSC       | Rechtstreeks gekozen senator | Bergen-Zinnik                               | -               | Frans      | Tot 18 mei 1980 voorzitter van de commissie Middenstand en van 14 februari tot 18 mei 1980 ondervoorzitter. |
| André Lagneau                     | PRLW      | Rechtstreeks gekozen senator | Bergen-Zinnik                               | -               | Frans      | Voorzitter van de PRLW-PL/PRL-fractie. |
| Jacques Hoyaux                    | PS        | Rechtstreeks gekozen senator | Charleroi-Thuin                             | -               | Frans      | |
| Théophile Toussaint               | PS        | Rechtstreeks gekozen senator | Charleroi-Thuin                             | -               | Frans      | |
| Alfred Califice                   | PSC       | Rechtstreeks gekozen senator | Charleroi-Thuin                             | -               | Frans      | |
| Lucienne Gillet                   | PSC       | Rechtstreeks gekozen senator | Charleroi-Thuin                             | -               | Frans      | |
| Jacques Cerf                      | RW        | Rechtstreeks gekozen senator | Charleroi-Thuin                             | -               | Frans      | |
| Jacqueline Mayence-Goossens       | PRLW      | Rechtstreeks gekozen senator | Charleroi-Thuin                             | -               | Frans      | |
| Robert Dussart                    | KPB-PCB   | Rechtstreeks gekozen senator | Charleroi-Thuin                             | -               | Frans      | |
| Jean Dulac                        | PS        | Rechtstreeks gekozen senator | Doornik-Aat-Moeskroen                       | -               | Frans      | Quaestor. |
| Guy Spitaels                      | PS        | Rechtstreeks gekozen senator | Doornik-Aat-Moeskroen                       | -               | Frans      | |
| Jean Kevers                       | PSC       | Rechtstreeks gekozen senator | Doornik-Aat-Moeskroen                       | -               | Frans      | Quaestor. |
| Irène Pétry                       | PS        | Rechtstreeks gekozen senator | Luik                                        | -               | Frans      | |
| Freddy Donnay                     | PS        | Rechtstreeks gekozen senator | Luik                                        | -               | Frans      | |
| Charles-Joseph Bailly             | PS        | Rechtstreeks gekozen senator | Luik                                        | -               | Frans      | |
| Huberte Hanquet                   | PSC       | Rechtstreeks gekozen senator | Luik                                        | -               | Frans      | |
| Michel Paulus                     | PSC       | Rechtstreeks gekozen senator | Luik                                        | -               | Frans      | Vervangt vanaf 11 januari 1979 Georges Flagothier, die provinciaal senator wordt. |
| Pierre Bertrand                   | RW        | Rechtstreeks gekozen senator | Luik                                        | -               | Frans      | Voorzitter van de FDF-RW-fractie. |
| Jacques Wathelet                  | PRLW      | Rechtstreeks gekozen senator | Luik                                        | -               | Frans      | Vervangt vanaf 26 maart 1980 François Perin, die uit ontevredenheid ontslag neemt. |
| Eugène Lecoq                      | PS        | Rechtstreeks gekozen senator | Hoei-Borgworm                               | -               | Frans      | |
| Raymond Bataille                  | PSC       | Rechtstreeks gekozen senator | Hoei-Borgworm                               | -               | Frans      | |
| Albert Daulne                     | PS        | Rechtstreeks gekozen senator | Verviers                                    | -               | Frans      | Vervangt vanaf 11 januari 1979 Guy Bassleer, die verkiest om gedeputeerde van Luik te blijven. |
| Georges Gramme                    | PSC       | Rechtstreeks gekozen senator | Verviers                                    | -               | Frans      | Vanaf 23 mei 1980 ondervoorzitter en voorzitter van de commissie Middenstand. |
| Jean Gillet                       | PRLW      | Rechtstreeks gekozen senator | Verviers                                    | -               | Frans      | |
| Clara Smitt                       | CVP       | Rechtstreeks gekozen senator | Hasselt-Tongeren-Maaseik                    | -               | Nederlands | |
| Lambert Croux                     | CVP       | Rechtstreeks gekozen senator | Hasselt-Tongeren-Maaseik                    | -               | Nederlands | |
| Frans Vangronsveld                | CVP       | Rechtstreeks gekozen senator | Hasselt-Tongeren-Maaseik                    | -               | Nederlands | |
| Max Smeers                        | CVP       | Rechtstreeks gekozen senator | Hasselt-Tongeren-Maaseik                    | -               | Nederlands | |
| Eloi Vandersmissen                | PVV       | Rechtstreeks gekozen senator | Hasselt-Tongeren-Maaseik                    | -               | Nederlands | |
| Jean Férir                        | BSP       | Rechtstreeks gekozen senator | Hasselt-Tongeren-Maaseik                    | -               | Nederlands | |
| Rik Vandekerckhove                | Volksunie | Rechtstreeks gekozen senator | Hasselt-Tongeren-Maaseik                    | -               | Nederlands | |
| Henri Cugnon                      | PS        | Rechtstreeks gekozen senator | Aarlen-Marche-Bastenaken-Neufchâteau-Virton | -               | Frans      | |
| Guy Lutgen                        | PSC       | Rechtstreeks gekozen senator | Aarlen-Marche-Bastenaken-Neufchâteau-Virton | -               | Frans      | Vervangt vanaf 11 januari 1979 Charles Hanin, die provinciaal senator wordt. |
| Robert Belot                      | PS        | Rechtstreeks gekozen senator | Namen-Dinant-Philippeville                  | -               | Frans      | |
| Jean-Baptiste Poulain             | PS        | Rechtstreeks gekozen senator | Namen-Dinant-Philippeville                  | -               | Frans      | Vervangt vanaf 14 oktober 1980 Emile Lacroix, die provinciegouverneur van Namen wordt. Emile Lacroix was tot 10 september 1980 ondervoorzitter. |
| Amand Dalem                       | PSC       | Rechtstreeks gekozen senator | Namen-Dinant-Philippeville                  | -               | Frans      | Vervangt vanaf 25 oktober 1979 Antoine Humblet, die voorzitter van de Waalse Investeringsmaatschappij wordt. |
| Michel Toussaint                  | PRLW      | Rechtstreeks gekozen senator | Namen-Dinant-Philippeville                  | -               | Frans      | |
| Maurice Van Herreweghe            | CVP       | Rechtstreeks gekozen senator | Gent-Eeklo                                  | -               | Nederlands | |
| Antoon Van Nevel                  | CVP       | Rechtstreeks gekozen senator | Gent-Eeklo                                  | -               | Nederlands | |
| Georgia Turf-De Munter            | CVP       | Rechtstreeks gekozen senator | Gent-Eeklo                                  | -               | Nederlands | |
| Aimé Canipel                      | BSP       | Rechtstreeks gekozen senator | Gent-Eeklo                                  | -               | Nederlands | |
| Jean Pede                         | PVV       | Rechtstreeks gekozen senator | Gent-Eeklo                                  | -               | Nederlands | Voorzitter van de PVV-fractie van 27 mei tot 20 november 1980. |
| Oswald Van Ooteghem               | Volksunie | Rechtstreeks gekozen senator | Gent-Eeklo                                  | -               | Nederlands | |
| Etienne Cooreman                  | CVP       | Rechtstreeks gekozen senator | Dendermonde-Sint-Niklaas                    | -               | Nederlands | |
| Mariette Buyse                    | CVP       | Rechtstreeks gekozen senator | Dendermonde-Sint-Niklaas                    | -               | Nederlands | Vervangt vanaf 14 oktober 1980 Julien Vergeylen, die ACV-secretaris van het arrondissement Sint-Niklaas wordt. |
| Jaak De Graeve                    | BSP       | Rechtstreeks gekozen senator | Dendermonde-Sint-Niklaas                    | -               | Nederlands | |
| Octaaf Van Den Broeck             | PVV       | Rechtstreeks gekozen senator | Dendermonde-Sint-Niklaas                    | -               | Nederlands | |
| Paula D'Hondt                     | CVP       | Rechtstreeks gekozen senator | Oudenaarde-Aalst                            | -               | Nederlands | Vervangt vanaf 3 december 1980 Wim Verleysen, die op pensioen gaat. |
| Emile Edouard Cuvelier            | PVV       | Rechtstreeks gekozen senator | Oudenaarde-Aalst                            | -               | Nederlands | Tot 14 januari 1981 voorzitter van de commissie Volksezondheid en Gezinszorg en vanaf 14 januari 1981 voorzitter van de commissie Sociale Aangelegenheden. |
| Willy Vernimmen                   | BSP       | Rechtstreeks gekozen senator | Oudenaarde-Aalst                            | -               | Nederlands | Tot 8 oktober 1979 voorzitter van de BSP-fractie. |
| Germain De Rouck                  | Volksunie | Rechtstreeks gekozen senator | Oudenaarde-Aalst                            | -               | Nederlands | |
| Roger Windels                     | CVP       | Rechtstreeks gekozen senator | Brugge                                      | -               | Nederlands | |
| Marie-Louise Maes-Van Robaeys     | CVP       | Rechtstreeks gekozen senator | Brugge                                      | -               | Nederlands | Vervangt vanaf 6 december 1979 Marcel Vandewiele, die voltijds lid wordt van het Europees Parlement. |
| Omaar Carpels                     | BSP       | Rechtstreeks gekozen senator | Brugge                                      | -               | Nederlands | |
| Albert Lavens                     | CVP       | Rechtstreeks gekozen senator | Kortrijk-Ieper                              | -               | Nederlands | |
| Hilaire Lahaye                    | PVV       | Rechtstreeks gekozen senator | Kortrijk-Ieper                              | -               | Nederlands | Quaestor. |
| Armand De Rore                    | BSP       | Rechtstreeks gekozen senator | Kortrijk-Ieper                              | -               | Nederlands | Quaestor en tot 14 januari 1981 voorzitter van de commissie Tewerkstelling en Sociale Voorzorg. |
| Michel Capoen                     | Volksunie | Rechtstreeks gekozen senator | Kortrijk-Ieper                              | -               | Nederlands | |
| Roger Vannieuwenhuyze             | CVP       | Rechtstreeks gekozen senator | Roeselare-Tielt                             | -               | Nederlands | |
| Roger Hostekint                   | BSP       | Rechtstreeks gekozen senator | Roeselare-Tielt                             | -               | Nederlands | |
| Agnes Rommel-Souvagie             | CVP       | Rechtstreeks gekozen senator | Veurne-Diksmuide-Oostende                   | -               | Nederlands | Vervangt vanaf 19 december 1979 de overleden Jules Van Canneyt. |
| Marcel Decoster                   | PVV       | Rechtstreeks gekozen senator | Veurne-Diksmuide-Oostende                   | -               | Nederlands | |
| Herman Deleeck                    | CVP       | Provinciaal senator          | -                                           | Antwerpen       | Nederlands | |
| Isidore Egelmeers                 | BSP       | Provinciaal senator          | -                                           | Antwerpen       | Nederlands | |
| Zefa Raeymaekers                  | CVP       | Provinciaal senator          | -                                           | Antwerpen       | Nederlands | |
| René Nauwelaerts                  | CVP       | Provinciaal senator          | -                                           | Antwerpen       | Nederlands | |
| Hugo Adriaensens                  | BSP       | Provinciaal senator          | -                                           | Antwerpen       | Nederlands | |
| Jan Van den Nieuwenhuijzen        | CVP       | Provinciaal senator          | -                                           | Antwerpen       | Nederlands | |
| Jozef Belmans                     | Volksunie | Provinciaal senator          | -                                           | Antwerpen       | Nederlands | Vervangt vanaf 9 juli 1981 Carlo Van Elsen, die voltijds schepen van Mol wordt. |
| Jaak Nutkewitz                    | PVV       | Provinciaal senator          | -                                           | Antwerpen       | Nederlands | |
| Frans Cornelis                    | CVP       | Provinciaal senator          | -                                           | Brabant         | Nederlands | Vervangt vanaf 27 juni 1979 Leo Vanackere, die provinciegouverneur van West-Vlaanderen wordt. |
| Marcel Payfa                      | FDF       | Provinciaal senator          | -                                           | Brabant         | Frans      | |
| Fernand Piot                      | CVP       | Provinciaal senator          | -                                           | Brabant         | Nederlands | |
| Daniel Noël de Burlin             | PSC       | Provinciaal senator          | -                                           | Brabant         | Frans      | |
| Valmy Féaux                       | PS        | Provinciaal senator          | -                                           | Brabant         | Frans      | Tot 14 januari 1981 voorzitter van de commissie Culturele Zaken en Wetenschapsbeleid. |
| Lydia De Pauw                     | BSP       | Provinciaal senator          | -                                           | Brabant         | Nederlands | |
| Paul De Kerpel                    | CVP       | Provinciaal senator          | -                                           | Brabant         | Nederlands | |
| Serge Moureaux                    | FDF       | Provinciaal senator          | -                                           | Brabant         | Frans      | |
| Georges Neuray                    | RW        | Provinciaal senator          | -                                           | Brabant         | Frans      | |
| Yves-Jean du Monceau de Bergendal | PSC       | Provinciaal senator          | -                                           | Brabant         | Frans      | |
| Simon Février                     | PVV       | Provinciaal senator          | -                                           | Brabant         | Nederlands | |
| Arthur Meunier                    | PS        | Provinciaal senator          | -                                           | Henegouwen      | Frans      | |
| Marcel Busieau                    | PS        | Provinciaal senator          | -                                           | Henegouwen      | Frans      | Voorzitter van de commissie Binnenlandse Zaken en Openbaar Ambt tot 14 januari 1981 en vanaf 14 januari 1981 voorzitter van de commissie Binnenlandse Aangelegenheden. |
| Raoul Van Spitael                 | PS        | Provinciaal senator          | -                                           | Henegouwen      | Frans      | |
| Claude Renard                     | KPB-PCB   | Provinciaal senator          | -                                           | Henegouwen      | Frans      | |
| Paul de Stexhe                    | PSC       | Provinciaal senator          | -                                           | Henegouwen      | Frans      | Voorzitter van de commissie Justitie. |
| Jules Coen                        | PRLW      | Provinciaal senator          | -                                           | Henegouwen      | Frans      | |
| Fernand Hubin                     | PS        | Provinciaal senator          | -                                           | Luik            | Frans      | |
| Georges Flagothier                | PSC       | Provinciaal senator          | -                                           | Luik            | Frans      | |
| Gaston Paque                      | PS        | Provinciaal senator          | -                                           | Luik            | Frans      | |
| Marguerite Remy-Oger              | PS        | Provinciaal senator          | -                                           | Luik            | Frans      | |
| Pierre Descamps                   | PRLW      | Provinciaal senator          | -                                           | Luik            | Frans      | Tot 14 januari 1981 voorzitter van de commissie Landsverdediging. |
| Michel Kenens                     | PVV       | Provinciaal senator          | -                                           | Limburg         | Nederlands | |
| Jan Gerits                        | CVP       | Provinciaal senator          | -                                           | Limburg         | Nederlands | |
| Willem Mesotten                   | CVP       | Provinciaal senator          | -                                           | Limburg         | Nederlands | Secretaris. |
| Robert Conrotte                   | PSC       | Provinciaal senator          | -                                           | Luxemburg       | Frans      | |
| Charles Hanin                     | PSC       | Provinciaal senator          | -                                           | Luxemburg       | Frans      | |
| Jean Leclercq                     | PS        | Provinciaal senator          | -                                           | Luxemburg       | Frans      | Vervangt vanaf 14 oktober 1980 Jean-Baptiste Poulain, die rechtstreeks gekozen senator wordt. |
| Elie Deworme                      | PS        | Provinciaal senator          | -                                           | Namen           | Frans      | |
| André Tilquin                     | PSC       | Provinciaal senator          | -                                           | Namen           | Frans      | |
| Yves de Wasseige                  | RW        | Provinciaal senator          | -                                           | Namen           | Frans      | |
| René D'Haeyer                     | PVV       | Provinciaal senator          | -                                           | Oost-Vlaanderen | Nederlands | |
| Walter Peeters                    | Volksunie | Provinciaal senator          | -                                           | Oost-Vlaanderen | Nederlands | Vervangt vanaf 19 december 1979 Maurits Coppieters, die voltijds lid wordt van het Europees Parlement. |
| Georges De Smeyter                | BSP       | Provinciaal senator          | -                                           | Oost-Vlaanderen | Nederlands | |
| Walter Claeys                     | CVP       | Provinciaal senator          | -                                           | Oost-Vlaanderen | Nederlands | |
| Ferdinand De Bondt                | CVP       | Provinciaal senator          | -                                           | Oost-Vlaanderen | Nederlands | Voorzitter van de commissie Openbare Werken, Ruimtelijke Ordening en Huisvesting tot 14 januari 1981 en vanaf 14 januari 1981 voorzitter van de commissie Infrastructuur. |
| Hubert Van Wambeke                | CVP       | Provinciaal senator          | -                                           | Oost-Vlaanderen | Nederlands | Vervangt vanaf 18 december 1980 Paula D'Hondt, die rechtstreeks gekozen senator wordt. |
| Albert Deconinck                  | BSP       | Provinciaal senator          | -                                           | West-Vlaanderen | Nederlands | |
| Achiel Vandenabeele               | CVP       | Provinciaal senator          | -                                           | West-Vlaanderen | Nederlands | |
| André Vanhaverbeke                | CVP       | Provinciaal senator          | -                                           | West-Vlaanderen | Nederlands | |
| Christiane Planckaert-Staessens   | CVP       | Provinciaal senator          | -                                           | West-Vlaanderen | Nederlands | |
| Louis Bril                        | PVV       | Provinciaal senator          | -                                           | West-Vlaanderen | Nederlands | Vervangt vanaf 19 maart 1980 Roger Declercq, die om gezondheidsredenen ontslag neemt. |
| Dieudonné André                   | PSC       | Gecoöpteerd senator          | -                                           | -               | Frans      | Voorzitter van de PSC-fractie. |
| Robert Henrion                    | PRLW      | Gecoöpteerd senator          | -                                           | -               | Frans      | |
| Roger Lallemand                   | PS        | Gecoöpteerd senator          | -                                           | -               | Frans      | |
| John Van Waterschoot              | CVP       | Gecoöpteerd senator          | -                                           | -               | Nederlands | Vanaf 14 januari 1981 voorzitter van de commissie Economie. |
| Lucienne Herman-Michielsens       | PVV       | Gecoöpteerd senator          | -                                           | -               | Nederlands | |
| Jean Sondag                       | PSC       | Gecoöpteerd senator          | -                                           | -               | Frans      | Voorzitter van de commissie Leefmilieu. |
| Jan De Meyer                      | CVP       | Gecoöpteerd senator          | -                                           | -               | Nederlands | Vervangt vanaf 11 maart 1980 de overleden Robert Vandekerckhove. Vandekerckhove was tot zijn dood op 23 februari 1980 parlementsvoorzitter, voorzitter van de commissie Buitenlandse Zaken en voorzitter van de commissie Herziening van de Grondwet en Hervorming der Instellingen. |
| Nora Staels-Dompas                | CVP       | Gecoöpteerd senator          | -                                           | -               | Nederlands | |
| Joseph Louis Bonmariage           | RW        | Gecoöpteerd senator          | -                                           | -               | Frans      | |
| Amedé De Baere                    | BSP       | Gecoöpteerd senator          | -                                           | -               | Nederlands | |
| Maurice Dewulf                    | CVP       | Gecoöpteerd senator          | -                                           | -               | Nederlands | |
| Rik Kuylen                        | CVP       | Gecoöpteerd senator          | -                                           | -               | Nederlands | |
| Gaston Geens                      | CVP       | Gecoöpteerd senator          | -                                           | -               | Nederlands | |
| Paul-Charles Goossens             | PS        | Gecoöpteerd senator          | -                                           | -               | Frans      | |
| Émile Guillaume                   | FDF       | Gecoöpteerd senator          | -                                           | -               | Frans      | Tot 14 januari 1981 voorzitter van de commissie Ontwikkelingssamenwerking. |
| François Guillaume                | PS        | Gecoöpteerd senator          | -                                           | -               | Frans      | |
| Fortuné Lambiotte                 | PS        | Gecoöpteerd senator          | -                                           | -               | Frans      | |
| Joanna Nauwelaerts-Thues          | BSP       | Gecoöpteerd senator          | -                                           | -               | Nederlands | |
| Willy Seeuws                      | BSP       | Gecoöpteerd senator          | -                                           | -               | Nederlands | Vanaf 14 januari 1981 voorzitter van de commissie Onderwijs en Wetenschap. |
| Marcel Storme                     | CVP       | Gecoöpteerd senator          | -                                           | -               | Nederlands | |
| André Sweert                      | PS        | Gecoöpteerd senator          | -                                           | -               | Frans      | Tot 14 januari 1981 voorzitter van de commissie Financiën. |
| Auguste Bruart                    | PSC       | Gecoöpteerd senator          | -                                           | -               | Frans      | Vervangt vanaf 24 januari 1980 Charles Van de Put, die lid wordt van de Kamer van volksvertegenwoordigers. |
| Frans Van der Elst                | Volksunie | Gecoöpteerd senator          | -                                           | -               | Nederlands | Voorzitter van de Volksunie-fractie. |
| Robert Vandezande                 | Volksunie | Gecoöpteerd senator          | -                                           | -               | Nederlands | |
| Louis Waltniel                    | PVV       | Gecoöpteerd senator          | -                                           | -               | Nederlands | |
| Albert van België                 | -         | Senator van rechtswege       | -                                           | -               | -          | |

## Commissies
Op 19 juni 1980 werd een parlementaire onderzoekscommissie opgericht betreffende de problemen in verband met de ordehandhaving en de private milities.